# Скеляр рудочеревий
Скеляр рудочеревий (Monticola rufiventris) — вид горобцеподібних птахів родини мухоловкових (Muscicapidae). Мешкає в Гімалаях і Південно-Східній Азії.

## Опис

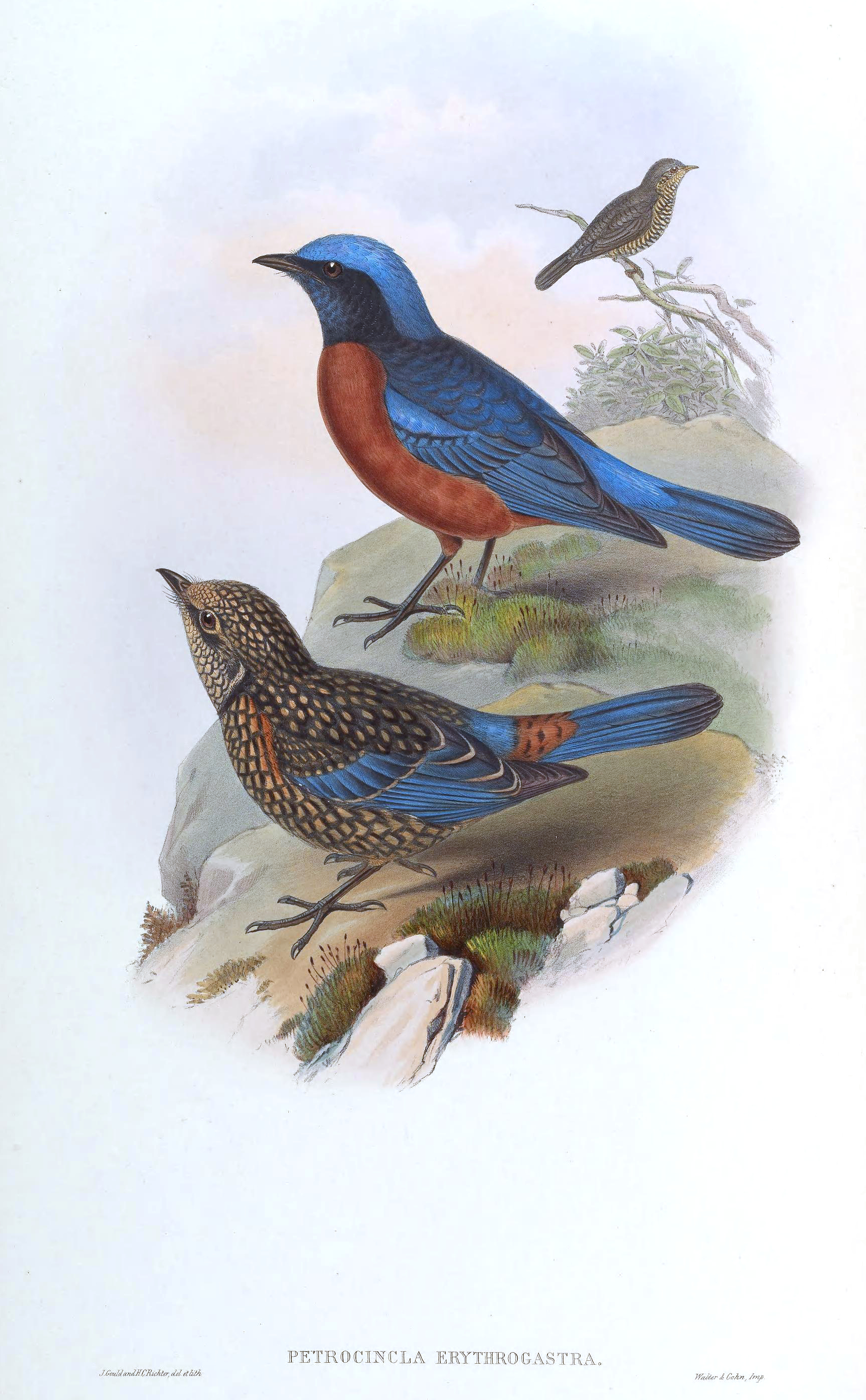
Рудочереві скелярі

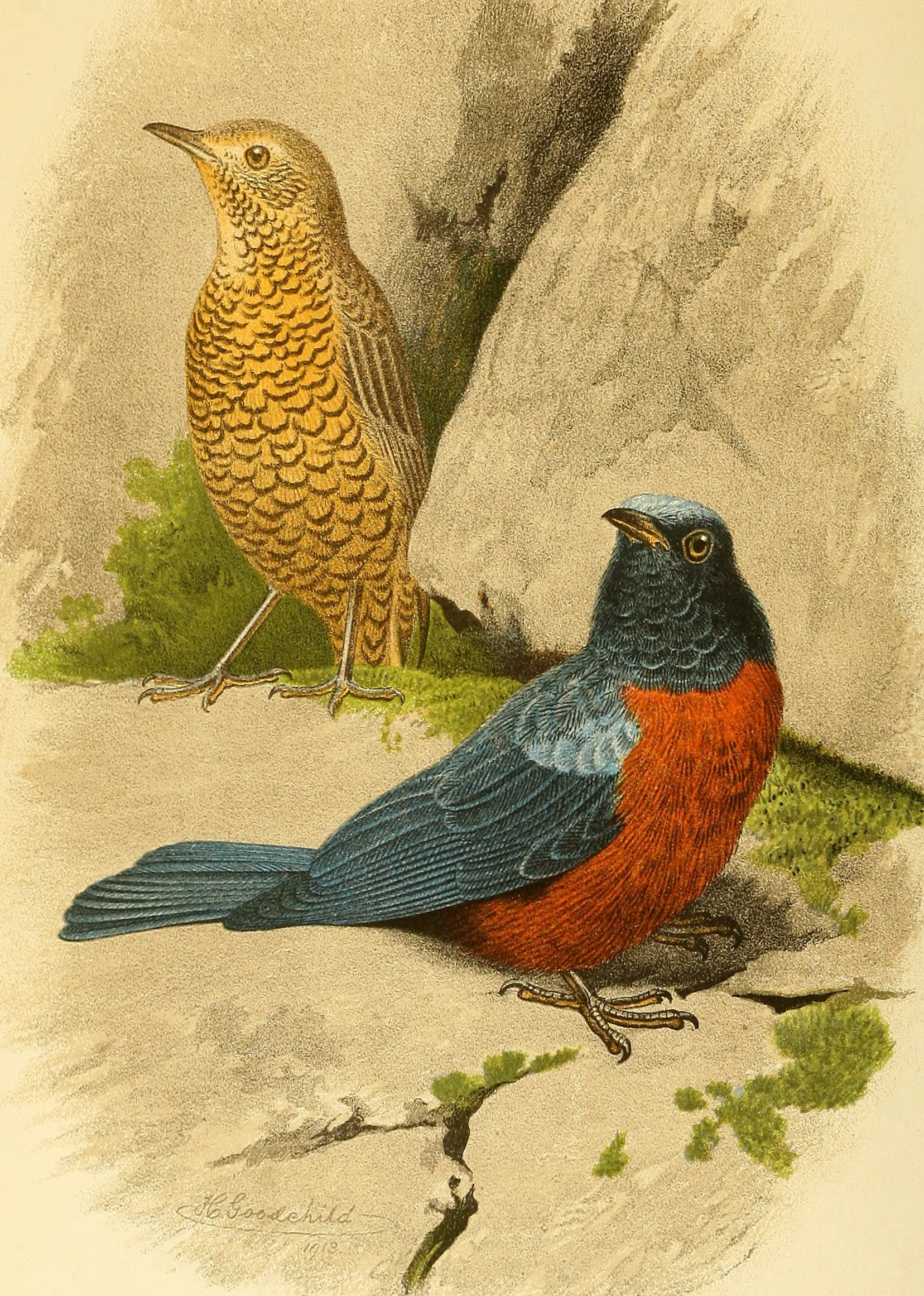
Рудочереві скелярі

Довжина птаха становить 23 см, вага 48-61 г. У самців верхня частина тіла кобальтова-синя, обличчя і горло темно-сині, нижня частина тіла яскраво-рудувато-каштанова. Самиці мають сірувато-коричневе забарвлення. На скронях у них великі білувато-кориссті плями, навколо очей білувато-охристі кільця, нижня частина тіла охриста,  сильно поцяткована темним лускоподібним візерунком.

## Поширення і екологія
Рудочереві скелярі мешкають в Пакистані, Індії, Непалі, Бутані, Бангладеш, М'янмі, Китаї, Таїланді, Лаосі і В'єтнамі. Вони живуть у відкритих мішаних і хвойних гірських лсах, на скелястих схилах та у високогірних чагарникових заростях. Зустрічаються поодинці або парами, на висоті від 1200 до 3400 м над рівнем моря. Живляться комахами та їх личинками, зокрема жуками, еониками, цвіркунами і цикадами, а також черв'яками, ягодами, дрібними ящірками і жабками. Сезон розмноження триває з березня по липень в Гімалаях і з квітня по травень на південному сході Китаю. Гніздо чашоподібне, робиться з сухої трави, моху, листя і хвої, розміщується в тріщинах серед скель, між корінням дерев або в дуплах. В кладці від 3 до 6 блискучих, рожевуватих або кремових яєць. Насиджує лише самиця.